# Morgan Heritage
Morgan Heritage ist die Reggae-Band der fünf Geschwister Una Morgan (* 1973, Keyboard), Peter Morgan (* 1977, Lead-Gesang, † 25. Februar 2024), Roy „Gramps“ Morgan (* 1975, Keyboard, Gesang), Nakhamyah „Lukes“ Morgan (* 1977, Gitarre) und Memmalatel „Mr. Mojo“ Morgan (* 1981, Schlagzeug). Zu den Hits der Band gehören etwa Let's Make Up, People Are Fighting, Set Yourself Free, Mama and Papa, Protect Us Jah und Down by the River.

## Geschichte
Ursprünglich waren es 8 der 29 Kinder des nach New York ausgewanderten jamaikanischen Reggae-Sängers Denroy Morgan, die unter dem Namen Morgan Heritage auftraten. Die Kinder wurden alle im New Yorker Stadtteil Brooklyn geboren, verbrachten aber auch viel Zeit in Springfield, Massachusetts, wo sie die Highschool besuchten. Sie begannen in den frühen 1990er Jahren im Tonstudio ihres Vaters mit Aufnahmen, zunächst hauptsächlich an den Wochenenden, während sie noch die Schule besuchten. So entstand, produziert von ihrem Vater, die erste Single Wonderful World, die 1991 herausgebracht wurde, bald gefolgt vom Debütalbum Growing Up.
Im nächsten Jahr wurde ihr Auftritt beim Reggae Sunsplash Festival ein so beeindruckender Erfolg, dass das Label MCA ihnen sofort einen Vertrag anbot. Das bis 1994 für MCA produzierte Album Miracle wurde allerdings eine ziemliche Enttäuschung. „Es sei gar zu poppig, mit starrem Blick auf den Mainstream produziert worden, mäkelt die Presse.“
Im folgenden Jahr gelang es Morgan Heritage während einer Tournee an der Elfenbeinküste die eigenen musikalischen Wurzeln wiederzuentdecken. Man trennte sich von MCA, reiste Ende 1995 nach Jamaika und begann dort mit den Arbeiten am nächsten Album. Die ganze Familie siedelte nach Saint Thomas auf Jamaika über, der Heimat des Vaters. In Zusammenarbeit mit den namhaften jamaikanischen Produzenten Lloyd „King Jammy“ James und Robert „Bobby Digital“ Dixon entstand Protect Us Jah und wurde 1997 herausgebracht. Die Band machte damit auch musikalisch einen großen Schritt vorwärts, und mit klassischem Roots-Reggae und spirituell beeinflussten Texten kam der große Erfolg für Morgan Heritage. Im selben Jahr verkleinerten sie ihre Formation auf die fünf oben genannten Geschwister.
Seit dem Umzug nach Jamaika und dem Wechsel zu VP Records veröffentlichten sie ein Album nach dem anderen, Don’t Haffi Dread (1999) und More Teachings (2001) setzen den Rootsreggae-Stil fort, Three in One (2003) erweiterte das Spektrum leicht und es gab darauf einen Gastauftritt der Alternative-Rock-Band Good Charlotte.
Mit dem nächsten Album setzte sich die Entwicklung ihres Musikstils fort. Unterschiedliche Einflüsse aus Brooklyn, Neu-England und Jamaika flossen in die Musik von Morgan Heritage ein, als das Album Full Circle 2005 Reggae mit Elementen aus Ska, Hip-Hop und Latin-Musik vereinte. Abgerundet wurde es durch einen Gastauftritt von Damian Marley und einem Dancehall-Remix, den LMS gemeinsam mit Bounty Killer und Sizzla beisteuerten.
Im Frühjahr 2008 erschien Mission in Progress, das mittlerweile zehnte Studioalbum von Morgan Heritage.
Daneben erschienen mehrere Compilations unter dem Titel Morgan Heritage and Friends. Die Morgan-Geschwister produzierten gemeinsame Songs mit Beres Hammond, Capleton, Luciano, Sly & Robbie, Gentleman, Toots and the Maytals, Anthony B., Jah Cure und vielen anderen Reggae-Größen. Sie erarbeiteten sich auch einen Ruf als hervorragende Live-Truppe. Häufig tourt Morgan Heritage gemeinsam mit LMS, einer weiteren Morgan'schen Familien-Band, die mehr in die Hip-Hop-Richtung geht. Gelegentlich kommt auch Vater Denroy Morgan mit auf die Bühne.
Das im Jahr 2015 erschienene Album Strictly Roots gewann 2016 den Grammy Award in der Kategorie „Bestes Reggae-Album“.
Am 25. Februar 2024 verstarb der Leadsänger Peter Anthony „Peetah“ Morgan im Alter von 46 Jahren.

## Diskografie
- Miracle, 1994
- Protect Us Jah, 1997
- One Calling, 1998
- Don’t Haffi Dread, 1999
- Live! In Europe 2000, 2000
- I Calling, 2000
- More Teachings, 2001
- Know Your Past, 2002
- Three in One, 2003
- Full Circle, 2005
- Live: Another Rockaz Moment, 2006
- Mission in Progress, 2008
- The Journey Thus Far, 2009
- The Return, 2012
- Here Come the Kings, 2013
- Strictly Roots, 2015
- Avrakedabra (2017), Cool To Be Conscious Music Group